# Sylvain Pirmez
Sylvain Pirmez (Châtelineau, 8 januari 1802 – Marchienne-au-Pont, 17 april 1876) was een Belgisch senator.

## Levensloop
Sylvain Pirmez was een zoon van de koopman François Pirmez en van Rosalie Wyart. Hij trouwde met Louise Bastin. Hij was een broer van Jean Pirmez en een oom van Eudore Pirmez.
Hij promoveerde tot doctor in de rechten (1822) aan de Rijksuniversiteit Leuven en vestigde zich als advocaat in Charleroi. In 1836 en tot in 1856 was hij voorzitter van de rechtbank van eerste aanleg in Charleroi.
Politiek bedreef hij eerst als burgemeester van Marchienne-au-Pont (1830-1836) en als provincieraadslid voor Henegouwen (1836-1847)
Hij werd in 1847 verkozen tot liberaal senator voor het arrondissement Charleroi en bleef dit tot in 1848. In 1859 werd hij voor hetzelfde arrondissement verkozen tot katholiek senator en vervulde dit mandaat tot in 1874.